# Возняк, Катажина
Катажина Бронислава Возняк (пол. Katarzyna Bronisława Woźniak; род. 5 октября 1989 года) — польская конькобежка, двукратный призёр Олимпийских игр в командной гонке, бронзовый призёр чемпионата мира, 6-кратная чемпионка Польши на отдельных дистанциях и 4-кратная в многоборье.

## Биография
Катажина Возняк начала кататься на коньках в возрасте 8 лет, когда училась во 2-м классе средней школы. Её папа взял её и старшую сестру на каток в Стегны, в одном из районов Варшавы. Там у конькобежцев была тренировка, и она впервые надела коньки в клубе "WTL Stegny Warszawa". Через год приняла участие в первых городских соревнованиях, а в 2005 году стала чемпионом в многоборье на молодёжном чемпионате Польши. Она дебютировала в том году на взрослом чемпионате и через год заняла 3-е место в командной гонке.
В 2007 году Возняк стала 2-й в спринте на национальном чемпионате и первой на юниорском чемпионате страны, после чего участвовала на юниорском чемпионате мира. В 2009 году дебютировала на Кубке мира, стала третьей в Закопане на чемпионате мира среди юниоров в многоборье и впервые выиграла чемпионат Польши в командной гонке, а через год вновь повторила результат. В январе 2010 года дебютировала на чемпионат Европы в Хамаре и заняла там 15-е место в сумме многоборья.
На  зимних Олимпийских играх в Ванкувере участвовала на двух дистанциях, стала 28-й на 3000 м, в командной гонке стала бронзовой призёркой, совместно с Катажиной Бахледа-Цурусь и Луизой Злотковской. В сезоне 2010/11 участвовала впервые на чемпионате мира в Инцелле, где в командной гонке заняла 7-е место.
В 2012 году на чемпионате мира в Херенвене стала бронзовым призёром в командной гонке. На чемпионате мира в классическом многоборье в Москве заняла 21-е место. В 2013 году Возняк завоевала золотую медаль на чемпионате Польши в многоборье. В 2014 году стала чемпионкой Польши в спринте и завоевала "серебро" в командной гонке на  зимних Олимпийских играх в Сочи. На дистанции 5000 м заняла 15-е место.
В 2015 году на 2-м чемпионате мира среди Университетов она выиграла на дистанциях 1500 и 3000 м и стала 2-й на 1000 м. Следом на чемпионате Польши выиграла серебряные медали в многоборье и на 4-х отдельных дистанциях и взяла "золото" в забеге на 5000 м. На чемпионат Европы в Челябинске стала 10-й в многоборье. На чемпионате мира на отдельных дистанциях в Херенвене заняла 6-е место в командной гонке, 17-е место на дистанции 3000 м и 20-е на 1500 м.
Через год на очередном чемпионате мира на отдельных дистанциях в Коломне Возняк заняла 5-е место в командной гонке. В 2017 году победила на дистанции 3000 м и в многоборье на Национальном чемпионате и на чемпионате мира в Хамаре поднялась на 18-е место. На чемпионате мира в Канныне стала 7-й в командной гонке.
В 2018 году в 3-й раз стала чемпионом Польши в многоборье, а на чемпионат Европы в Коломне заняла 4-е место в командной гонке и 15-е место на дистанции 1000 м. В том же году участвовала на чемпионате мира в Амстердаме заняла 20-е место в сумме многоборья. Летом 2018 года она завершила карьеру.

## Личная жизнь и семья
Катажина Возняк окончила Высшую школу физической культуры и туризма в Прушкуве. Её старшая сестра Марта - тренер по конькобежному спорту, а её младшая сестра Кинга была в составе сборной Польши в командной гонке преследования на чемпионате мира среди юниоров 2009 года. С 2014 году Катажина встречалась с польским конькобежцем Конрадом Недзведзким. Они поженились 27 апреля 2019 года в Закопане.

## Награды
- 2010 год - награждена Рыцарским крестом ордена Восстановления Полонии